# 腿 (节肢动物)
节肢动物的腿，是体节上的附属肢（简称附肢），通常用于行走。在英语中，节肢动物附属肢的许多术语源自于拉丁文，并且通常与用于描述骨头的术语相混淆。例如：coxa (底节或者髋关节)、trochanter(转节或者股骨端部隆起部位)、femur（股节或者股骨）、tibia（胫节或者胫骨）、tarsus（跗节或者跗骨）、ischium（坐节或者坐骨）、metatarsus（后跗节或者蹠骨）、carpus（腕节或者腕骨）、dactylus (指节或者手指)以及patella（膝节或者髌骨）等。
有关不同节肢动物直接的各个附肢关节的同源性很难考究，也是诸多争论的焦点。有些作者认为，现存节肢动物的最近共同祖先的附肢关节可以分成十一段，但是现代节肢动物则只有8节，甚至更少。同时也有讨论认为，节肢动物祖先也许不需要这么复杂的附肢构造，然而由于其它事件，例如某个同位基因功能的连续丢失，同时导致了组关节的增加。

## 单肢型与双肢型

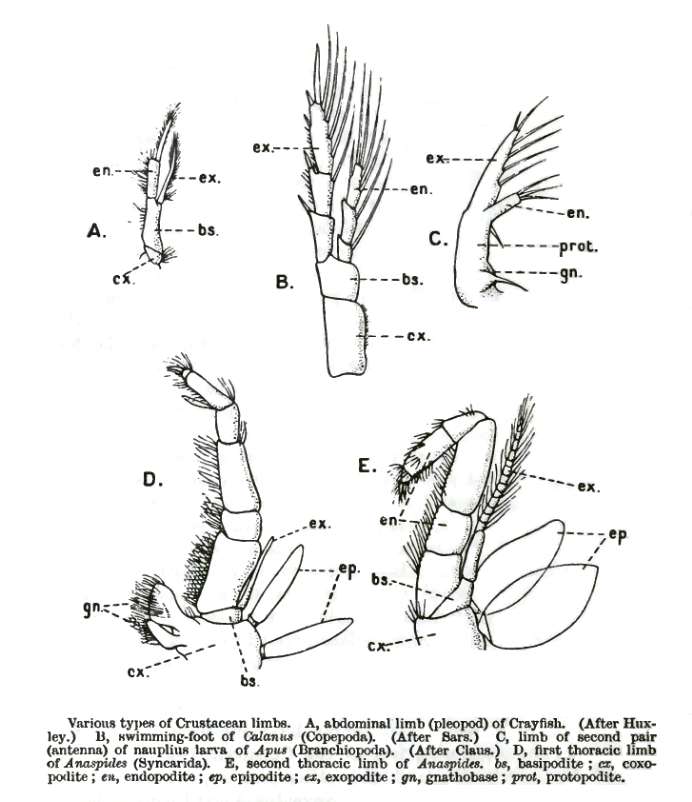
甲壳动物的肢体

节肢动物的体节上的附属肢有两种常见的类型：单肢型及双肢型。单肢型的肢体由一串端点互相连接的肢节组成，而双肢型的肢体则在某个肢节上分叉成两串，每一串都是由端点互相连接的肢节组成。此外，还存在三肢型甚至更多分肢的形态。
昆虫和多足动物亚门的肢体都是单肢型的。甲壳动物的第一对触角是单肢型的，而第二对触角则是双肢型的，他们的腿多数都是双肢型的。
由于人们曾经认为拥有单肢型的物种都拥有共同的起源，因此单肢型节肢动物曾经被归类为单肢亚门。而如今人们认为存在若干个分别从双肢型祖先独立进化出单肢型肢体的群落，因此这种分类法不再使用。

## 螯肢亚门

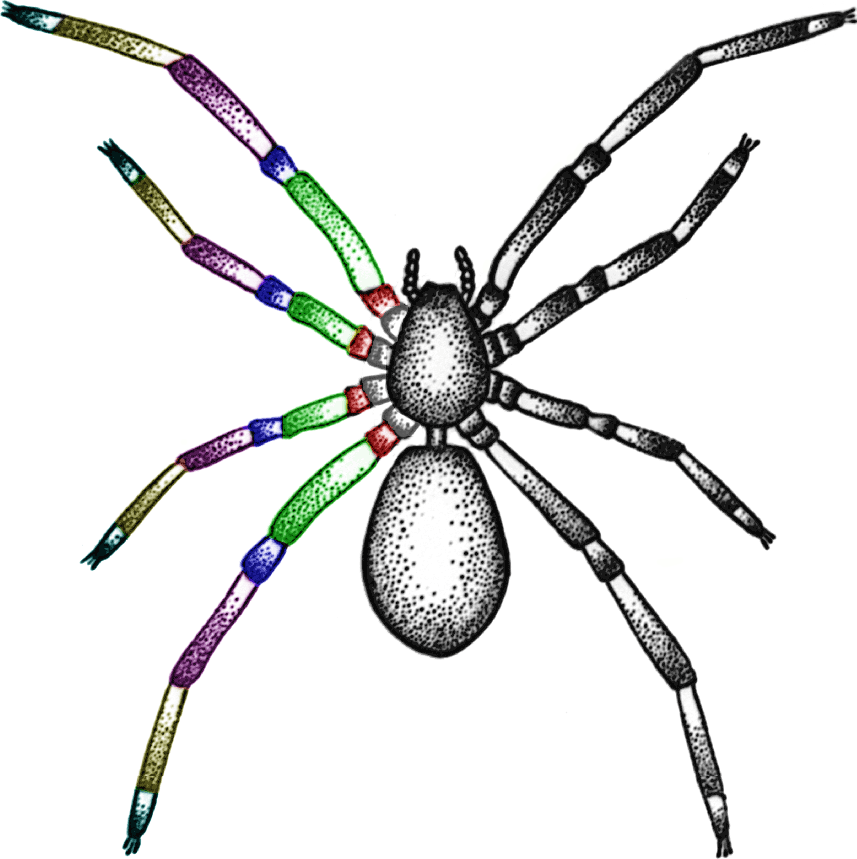
蜘蛛的腿，由内至外分别是：基節（灰色）、轉節（红色）、腿節（绿色）、膝節（蓝色）、脛節（紫色）、蹠節（棕色）以及跗節（青色）

蜘蛛的腿和昆虫的区别在于，前者较后者多两个肢节，分别是腿節和脛節之间的膝节，以及脛節和跗節之间的蹠節。也就是说，它们一共有7节。
蝎子与此类似，不过其中一个多出来的肢节是在跗节后面的一个前跗节。蝎子的螯（钳子）并不是真正的腿，而是一种触肢，是另一种为捕食和交配而进化出来的附属肢。这种附属肢在蜘蛛身上也存在。
鱟没有蹠節，因此每条腿上只有6节。

## 甲壳亚门

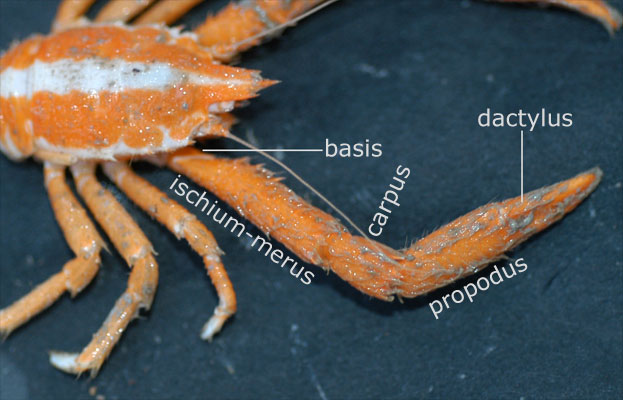
蹲龙虾的腿：多数十足目动物的坐节和长节是融合为一体的。

甲壳动物的腿通常分成7节，其命名方式是独立的，其中一部分不可用于其它节肢动物的腿上面。这七节分别称为：底节、基节、坐节、长节、腕节、掌节以及指节。其中的底节和基节合称为原肢节，其它五节合称为内肢节，而外肢节在一些附肢上已经退化。在某些群落中，某些腿部关节会融合在一起，例如右图中的蹲龙虾中可见存在坐节和长节融合在一起的情况。甚至有些用于有用的扁平状足的，其内外肢节均不分节。该亚门动物的螯是由掌节延伸出来的突出物和指节合抱而成。所有现存的其它节肢动物的附肢都是单肢型的，但只有本亚门动物的特征是有双肢型附肢。

## 多足亚门
蜈蚣、马陆等动物的腿分为七节，包括：底节、转节、前股节、股节、胫节、跗节以及一个跗节爪。

## 昆虫

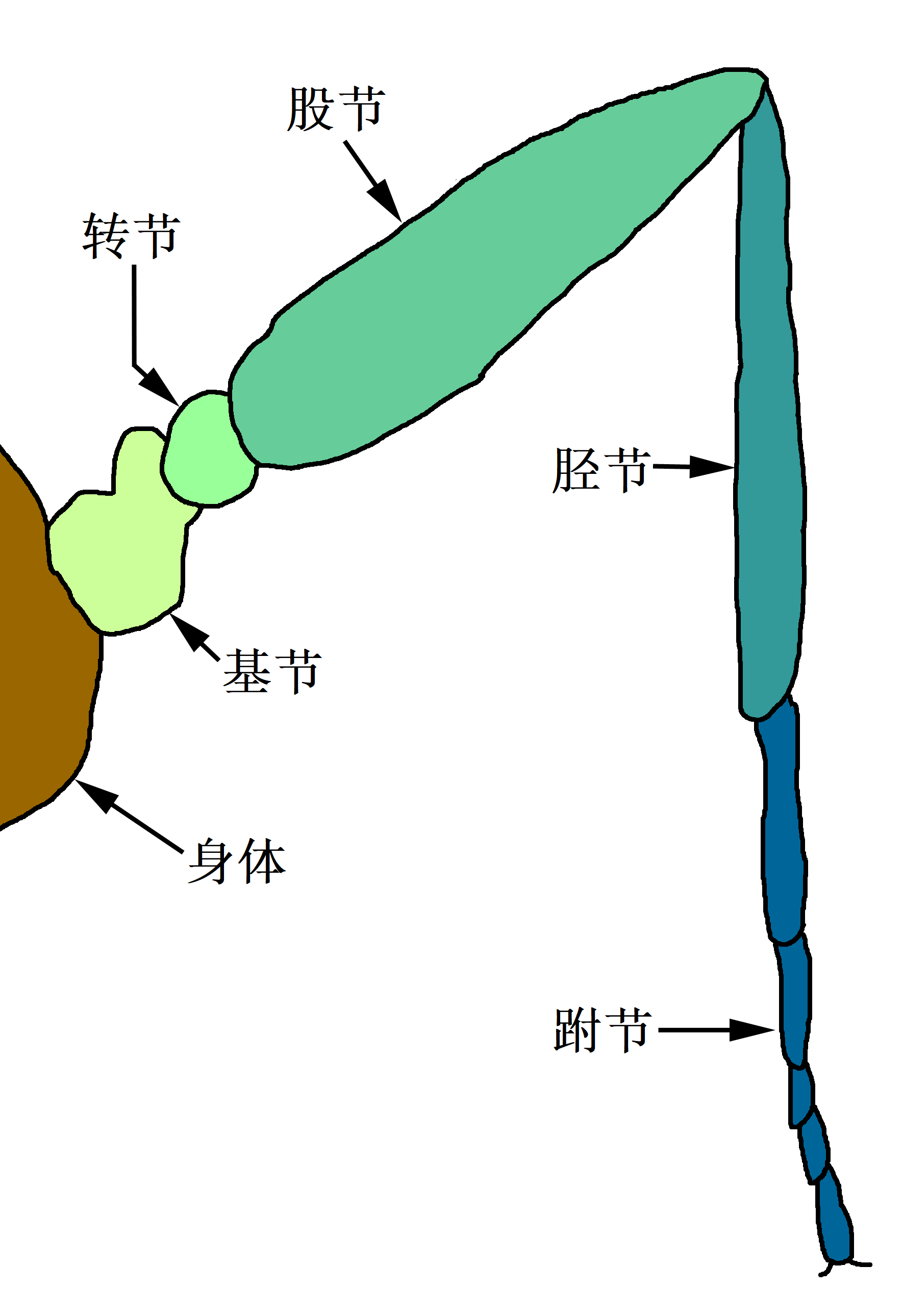
昆虫腿的示意图

昆虫有六条腿，每一条腿都分为5节，由内至外分别为：底节、转节、股节、胫节以及跗节。这里面的每一节除了跗节之外，都不分成更多的小节；而跗节之前有時還會有前跗节（pretarsus）。
跗节可能会分成3至7个小节，但通常都分为5个跗分节，有时还带有成对的爪子。昆蟲每對腿的跗節數量可能不同，但同一對腿的數量不變。紀錄這些數量的數式叫作「跗節式」或「跗式」（或），以減號分隔前、中、後三對腿的跗節數目。